# Orazio Satta Puliga
Orazio Satta Puliga est né à Turin le 6 octobre 1910 et est mort à Milan le 22 mars 1974 est un ingénieur automobile italien.

## Biographie
Orazio Satta Puliga a brillamment réussi ses études à l'École polytechnique de Turin d'où il sortira avec un diplôme d'ingénieur en génie mécanique en 1933 et en génie aéronautique en 1935. Il entrera chez le constructeur Alfa Romeo après son service militaire en 1938.
En 1946 il est promu au poste de directeur de la conception et des expériences, en 1951 il devient directeur central et en 1969 Directeur Général Adjoint.
On lui doit la conception de l'Alfa Romeo 1900, de l'Alfa Romeo Giulietta (1954), de l'Alfa Romeo Giulia, de l'Alfa Romeo 1750, de l'Alfa Romeo Alfetta et de tous leurs dérivés. Il en partage la paternité avec ses principaux collaborateurs : Giuseppe Busso, Rudolf Hruska, Filippo Surace et Domenico Chirico pour n'en nommer que quelques-uns.
Les plus purs « Alfistes » doivent leur passion pour Alfa Romeo à ces techniciens réputés pour leur avoir proposé des automobiles conçues et construites dans le seul but de l'excellence technique.
Frappé par une maladie incurable, il meurt en 1974.
En 2007 la ville de Ozieri, dans province de Sassari en Sardaigne, origine de sa famille, lui a dédié une rue de la ville, grâce aussi à la section locale du Club Ferrari, à l'origine de cette initiative.

« 'Alfa Romeo n'est pas seulement une usine automobile : ses voitures sont quelque chose de plus que les automobiles construites de manière classique. Il y a de nombreuses marques de voitures, parmi elles Alfa Rmeo occupe une place particulière. C'est une sorte de maladie, l'enthousiasme pour un moyen de transport. C'est un mode de vie, une façon particulière de concevoir un véhicule à moteur. Quelque chose qui échappe à toute définition. Ses éléments sont comme ces traits irrationnels de l'esprit humain qui ne peut être expliqué par la logique. Il s'agit de sensations, de passion, des choses qui font plus appel au cœur qu'au cerveau. Bien sûr, certains de ces éléments sont simplement mécaniques et sont donc assez faciles à identifier. Ce sont des concepts qui découlent des activités de la course où l'excellence est indispensable »

— Ing.Orazio Puliga Satta

### Sources
- (it) Cet article est partiellement ou en totalité issu de l’article de Wikipédia en italien intitulé « Orazio Satta Puliga » (voir la liste des auteurs).